# Kirchengebäude im nubischen Mittelalter

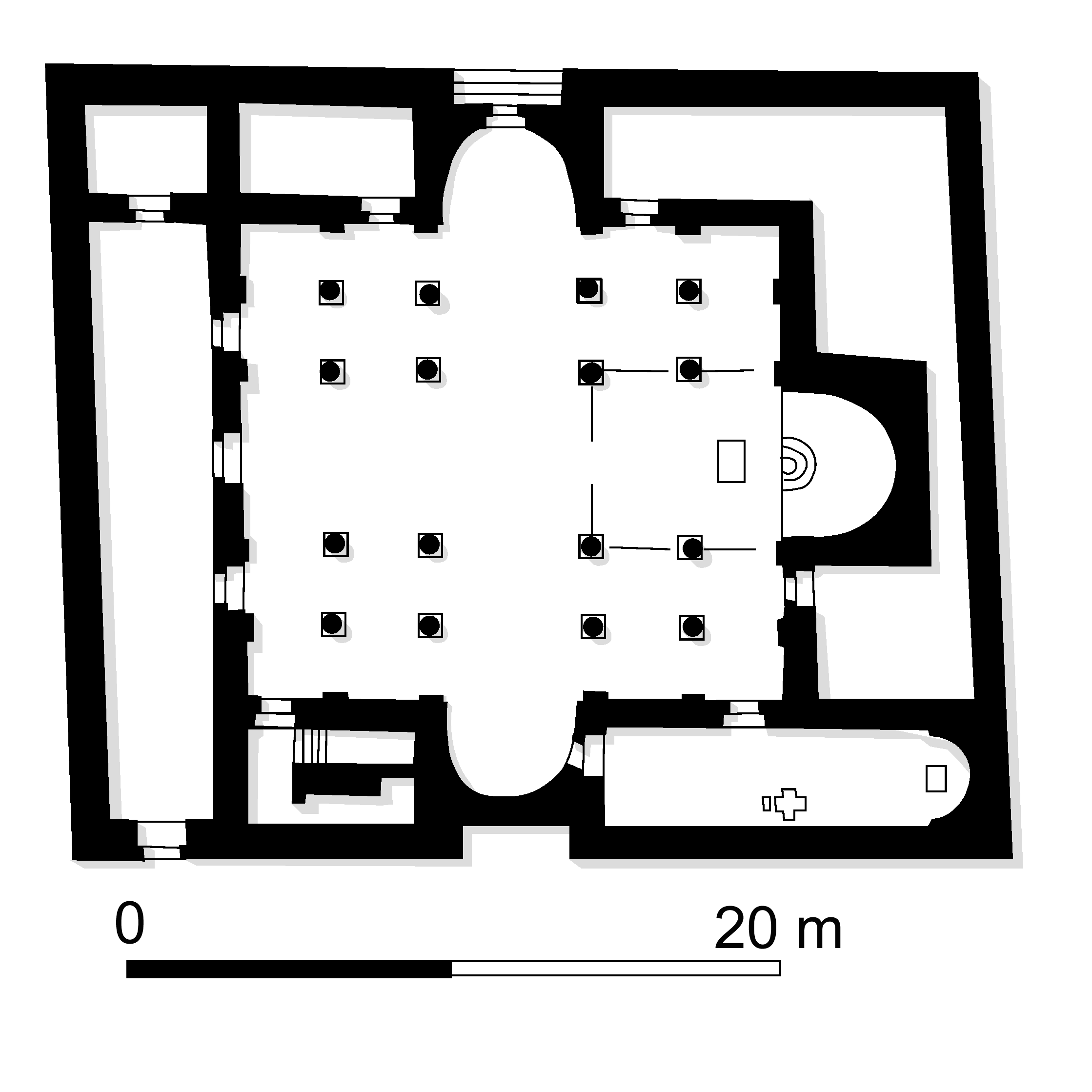
Plan der Kirche mit den Granitsäulen in Alt Dunqula

Die Kirchengebäude sind die am besten erforschte Architekturform des nubischen Mittelalters im Norden des Sudan. Es sind fast 200 Kirchen bekannt. Sie datieren von etwa 500 bis 1400. Die meisten Kirchen wurden im Gebiet des christlichen Reiches Makuria erforscht, vor allem in dessen nördlicher Provinz, dem ehemals unabhängigen Nobatia (Unternubien). Einige von ihnen sind noch heute gut erhalten. Aus dem Gebiet von Alwa im Süden sind dagegen viel weniger Kirchenbauten bekannt, auch sind diese kaum noch erhalten. Aus mittelalterlichen Quellen erfährt man aber, dass es auch dort mindestens 400 Kirchen gab.
Die nubischen Kirchen lassen sich anhand ihrer Formen, aber auch anhand ihrer Funktion in verschiedene Typen unterscheiden.

## Allgemeines

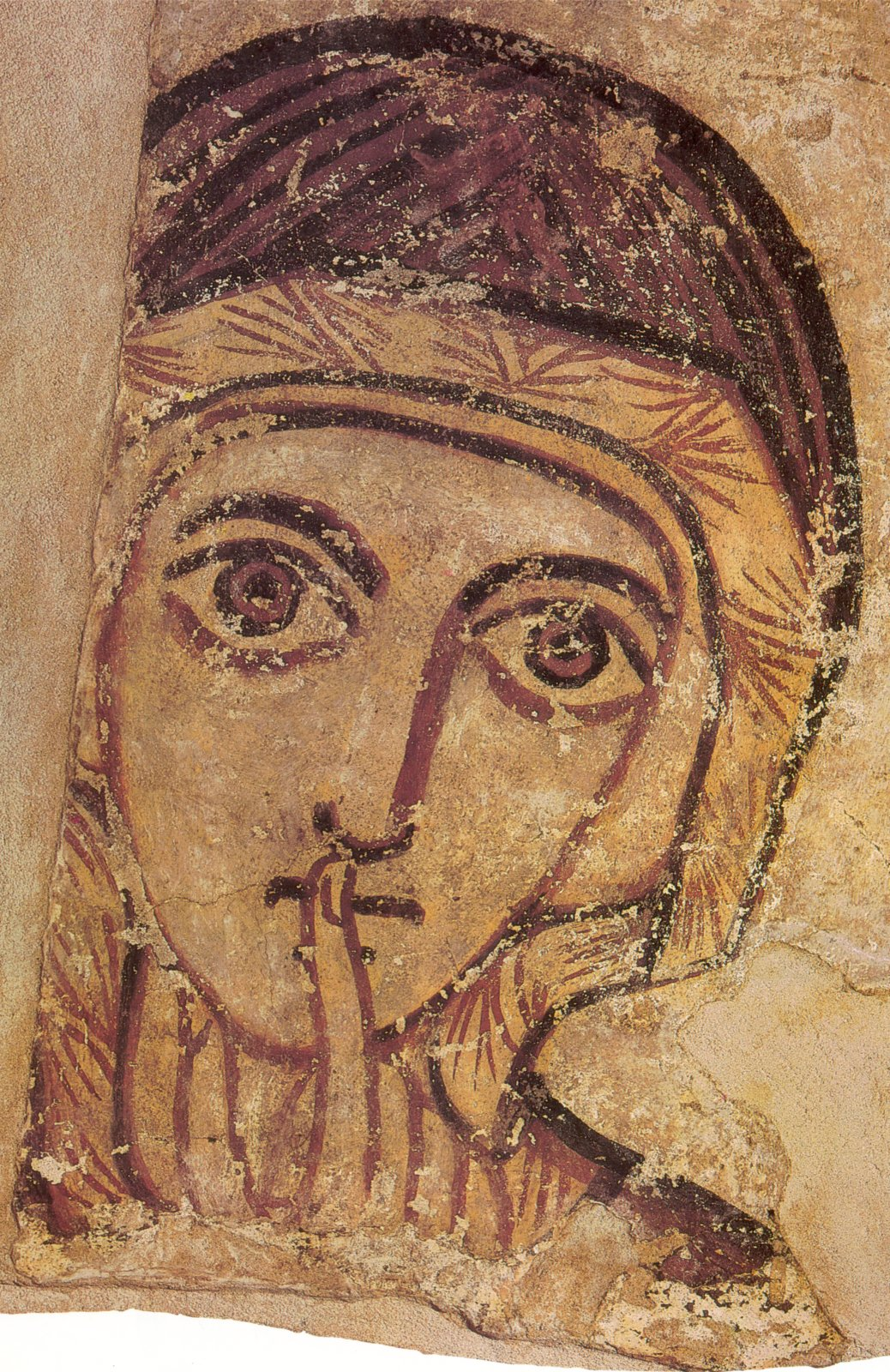
Bild der Heiligen Anna aus der Kathedrale von Faras

Die Kirchenbauten waren in der Regel rechteckig und bis auf wenige Ausnahmen dreischiffig. Einige frühe Kirchen folgten dem Typ der Basilika, der sich im Mittelmeerraum entwickelt hatte. Die Außenmauern waren eher schmucklos mit zwei sich an den Längsseiten gegenüberliegenden Türen; Fenstern gab es nur in den oberen Wandbereichen. Das Dach der frühen Basilikas war flach und bestand aus Holzbalken. Allgemein hatten Kirchenbauten dagegen Tonnengewölbe und Kuppeln, die als Nubische Gewölbe konstruiert waren. Malereien zeigen, dass die Kuppeln von einem Kreuz gekrönt waren. Im Allgemeinen sind die frühen Kirchenbauten größer als die späteren. Die späteren Typen neigen auch dazu, eher quadratisch im Grundriss zu sein. Viele von ihnen wurden anscheinend auch als Fluchtburgen genutzt. Nubische Kirchen waren verhältnismäßig klein. Die größten Bauten sind kaum länger als 30 Meter.
Im Inneren waren die Kirchen in drei Teile gegliedert. Im Osten lag oftmals eine Apsis, die meist freistehend war. Das Kultziel konnte aber auch eine rechteckige Nische darstellen. Dies war der Bereich der Priester. Dieser Teil wurde in der Regel von zwei Räumen flankiert. Der eigentliche Kirchenraum bestand aus dem Schiff. Es gab meist ein, oder zwei Seitenschiffe, die durch Säulen oder Pfeiler gegliedert waren. Im Westen befand sich schließlich der Narthex (Vorhalle), der den Eingangsbereich bildete. Dieser Teil findet sich vor allem in kleineren Kirchen nicht. Neben dieser Grundform gab es auch andere Bautypen, wie z. B. die kreuzförmige Kirche in Alt Dunqula.

## Funktionen
Die Kirchen können anhand ihrer Funktion in verschiedene Gruppen unterteilt werden. Der häufigste Typ waren die Gemeindekirchen, die dem Gottesdienst einzelner Ortschaften dienten. Einige kleinere Siedlungen hatten keine Kirchenbauten, so dass vermutet werden kann, dass in solchen Fällen Kirchen in Nachbarorten aufgesucht wurden. Es gab Kathedralen. Dies sind die Kirchen, in denen ein Bischof seinen Sitz hatte. Diese Kirchen sind im Schnitt größer und besser ausgestattet als die Gemeindekirchen. Bischofssitze waren Faras, Qasr Ibrim, Sai, Alt Dunqula und Soba. In den letzten beiden Orten, die Hauptstädte von Makuria und Alwa, fanden sich mehrere große Kirchenbauten, so dass es Schwierigkeiten bereitet, die eigentliche Kathedrale zu identifizieren.

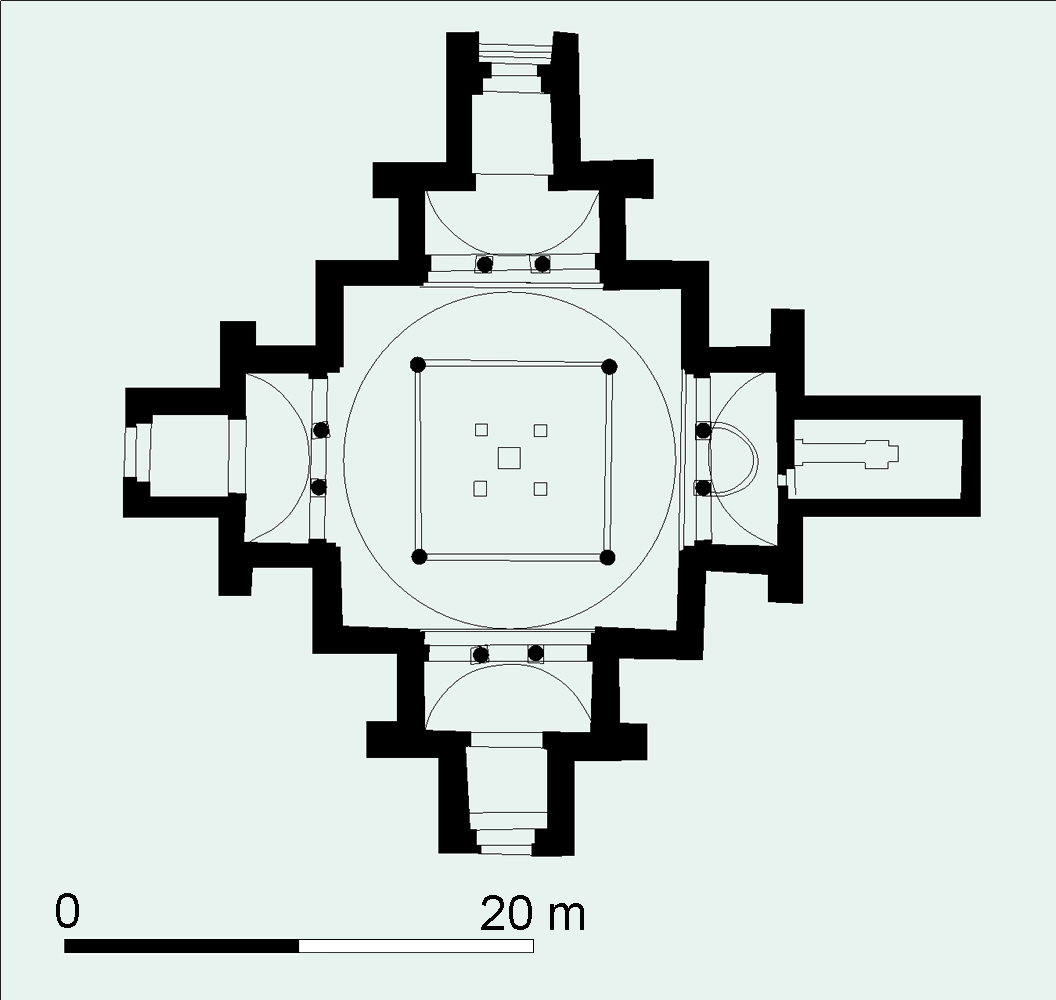
Plan der Kreuzförmigen Kirche, Mausoleum in Alt Dunqula

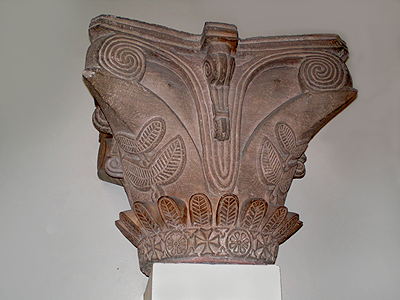
Kapitell aus Faras

Es gab Klosterkirchen, die sich im Allgemeinen kaum von den Gemeindekirchen unterscheiden. Gedächtniskirchen, oder Wallfahrtskirchen gehören zu den beeindruckendsten Kirchenbauten in Nubien. Gebäude X, die Kirche mit dem Steinfußboden und die Kreuzförmige Kirche standen in Alt Dunqula nacheinander an derselben Stelle. Unter diesen Bauten lagen Krypten mit Bestattungen, die anscheinend der Zielort von Pilgern und der Anlass des Kirchenbaues waren. Auch die neu gefundene Kirche von Banganarti war sicherlich eine Gedächtniskirche.

## Ausstattung
Die Kirchen waren je nach Bedeutung und Größe ihrer Orte und ihrer Funktion unterschiedlich ausgestattet. Viele Kirchen wurden mit Wandmalereien ausgemalt. Bauschmuck aus Stein beschränkte sich auf frühe Kirchen. Es gibt steinerne Säulen mit Kapitellen und dekorierten Architraven. Steinerne Chorschranken (ḥiǧāb) zwischen Naos und Hauptraum fanden sich in Alt Dunqula. Holzschranken sind in der Regel weniger gut erhalten, doch sind diese in der Kathedrale von Qasr Ibrim belegt. Auch sie waren reich dekoriert. Die auch sonst reich ausgestattete Kirche mit den Granitsäulen hatte verzierte Fenstergitter aus Keramik. Die Fußböden zeigten oftmals Muster, die aus Stein gesetzt waren. Es fanden sich sogar einige Beispiele von Kieselmosaiken.

## Beispiele
- Kathedrale von Faras
- Kathedrale von Qasr Ibrim
- Kirche der Granitsäulen